# Mark Jordon
Mark Jordon (* 25. Januar 1965 in Oldham, Lancashire) ist ein britischer Schauspieler. Bekannt wurde er durch seine Rolle als Phil Bellamy in der Seifenoper Heartbeat.

## Leben
Mark Jordan wurde im Januar 1965 in Oldham in der britischen Grafschaft Lancashire geboren. Sein Durchbruch gelang ihm in der Rolle des Phil Bellamy in der britischen Seifenoper Heartbeat, die er von 1992 bis 2007 innehatte. Eine Dokumentation namens Heartbeat – Farewell Phil über seine Zeit bei der Serie wurde zu Weihnachten 2007 auf ITV ausgestrahlt.
Sein Debüt als Regisseur gab er mit dem Kurzfilm To The Sea Again, der auf vielen Festivals gespielt wurde und in die Endauswahl des Angel Film Festivals in London und des Moondance International Film Festivals in Hollywood kam. 2009 hatte er eine kleine Rolle in der Serie Casualty. Einen kurzen Cameo-Auftritt hatte er mit einer Nichtsprechrolle in Telstar.
Er war von 1997 bis 2014 mit der Schauspielerin Siobhan Finneran verheiratet, mit der er zwei Kinder hat.

## Filmografie (Auswahl)
- 1984–1985: How We Used to Live (Fernsehserie, 5 Episoden)
- 1985: Seaview (Fernsehserie, Episode Growing Pains)
- 1985: Number One (Fernsehfilm)
- 1985: EastEnders (Seifenoper)
- 1986: Strike It Rich! (Fernsehserie, 4 Episoden)
- 1987–1988, 1991: Coronation Street (Seifenoper)
- 1990: Shoot to Kill (Fernsehfilm)
- 1990: Made in Heaven (Fernsehserie, Episode A Fair Mix Up)
- 1990: Der Doktor und das liebe Vieh (All Creatures Great and Small, Fernsehserie, Episode Food for Thought)
- 1990: Medics (Fernsehserie, Episode Annie)
- 1991: Waterfront Beat (Fernsehserie, Episode Acid Ship)
- 1991: Sherlock Holmes (The Case-Book of Sherlock Holmes, Fernsehserie, Episode Das Rätsel von Boscombe Valley)
- 1992–2007: Heartbeat (Seifenoper)
- 2003–2004: The Royal (Fernsehserie, zehn Episoden)
- 2009, 2011, 2013: Casualty (Seifenoper)
- 2012: Hollyoaks (Seifenoper)

## Weblink
- Mark Jordon bei IMDb